# 田村秀行
田村 秀行（たむら ひでゆき、1952年 - ）は、日本の評論家、日本語教師。

## 人物
元代々木ゼミナール講師で現代文や小論文を担当した。代々木ゼミナール退任後はフリーの日本語教師であった。2012年現在、予備校講師として山梨予備校の特別講座のみ出講し、ブロードバンド予備校でインターネット授業を放映している。また、大伴茫人の雅号で、古典分野でも活動する。

## 経歴
- 東京都大田区生まれ、世田谷区育ち
- 世田谷区立東深沢小学校卒業
- 麻布中学校・高等学校卒業
- 京都大学文学部哲学科卒業（インド仏教学専攻）
- 代々木ゼミナール講師となる

## 著書

### 大学受験参考書
- 田村の現代文講義1 - 評論 [客観問題] 篇（1984年）
- 田村の現代文講義2 - 評論・随筆 [総合問題] 篇（1984年）
- 田村の現代文講義3 - 評論・随筆 [記述問題] 篇（1985年）
- 田村の現代文講義4 - 小説 [総合問題] 篇（1986年）
- 田村の現代文講義5 - 融合文法特殊問題 篇（1987年）
- 田村のマーク式現代文 - 田村の現代文講義 - 別巻2（1989年）
- 田村の総合現代文（1993年）
- 田村の小論文講義1 - 根底力養成 篇（1990年）
- 田村の小論文講義2 - 応用力養成 篇（1991年）
- 田村の難関私大現代文 - 田村の現代文講義 - 別巻3（1992年）
- 書き込み式田村の現代文重要語解説（1993年）
- 田村のやさしく語る小論文（1993年）
- 田村の - 本音で迫る文学史（1995年）
- 田村のやさしく語る現代文（1995年）
- 田村の融合問題詳説（1995年）
- 新・田村の現代文講義1 - 評論 [基本問題] 篇（1995年）
- 新・田村の現代文講義2 - 評論・随筆 [発展問題] 篇（1995年）
- 新・田村の現代文講義3 - 評論・随筆 [記述問題] 篇（1995年）
- 田村のセンター試験現代文 - 田村の現代文講義 - 別巻2（1996年）
- 田村の基礎強化現代文 - 田村の現代文講義 - 別巻1（1997年）
- 田村の基礎現代文速読演習 - Part 1（1998年）
- 田村の基礎現代文速読演習 - Part 2（1998年）
- 田村の現代文年間カリキュラム - 春期1学期 篇 - 第1巻（2001年）
- 田村の現代文年間カリキュラム - 夏期冬期 篇 - 第2巻（2001年）
- 田村の現代文年間カリキュラム - 第2学期 篇 - 第3巻（2001年）
- 田村の現代文記述問題解説（2002年）
- 田村のセンター国語ポイント講義（2002年）

### 一般書
- 『だから、その日本語では通じない（プレイブックス・インテリジェンス）』（青春出版社、2005年）ISBN 4413041194
- 『日本語力の磨き方』（PHP研究所、2007年）ISBN 456969652X
- 『行き詰まったときの兼好さん』（すばる舎、2012年）ISBN 9784799101285
- 『知ってるつもりで間違える慣用句100』（亜紀書房、2012年）ISBN 9784750512242
- （大伴茫人 名義）『姫様と紀貫之のおしゃべりしながら土佐日記』（洋泉社、1999年 / 学習研究社 <学研M文庫>、2002年）ISBN 4896914392 / ISBN 4059020621

イラストはやまだ紫
- （大伴茫人 名義）『なぞって書く、穴埋めで詠む百人一首 ― あなただけの歌が生まれる』（すばる舎、2006年）ISBN 4883995453
- （大伴茫人 名義）清少納言『枕草子（ちくま文庫に 1-4 日本古典は面白い）』（筑摩書房、2007年）ISBN 978-4480423481
- （大伴茫人 名義）吉田兼好、鴨長明 『徒然草、方丈記（ちくま文庫 に 1-5 日本古典は面白い）』（筑摩書房、2007年）ISBN 978-4480423474
- （大伴茫人 名義）『クイズでわかる百人一首』（筑摩書房、2009年）ISBN 978-4480426673
- （大伴茫人 名義）『クイズでわかる日本の古典』（筑摩書房、2010年）ISBN 978-4480426925
- （大伴茫人 名義）『近松心中 加工訳』（梧桐書院、2009年）ISBN 978-4340130009
- （大伴茫人 名義）『樋口一葉 加筆版』（梧桐書院、2010年）ISBN 978-4340130016
- （大伴茫人 名義）『泉鏡花 読みほぐし』（梧桐書院、2010年）ISBN 978-4340130023